# TMEM174
TMEM174 (англ. Transmembrane protein 174) – білок, який кодується однойменним геном, розташованим у людей на 5-й хромосомі. Довжина поліпептидного ланцюга білка становить 243 амінокислот, а молекулярна маса — 26 287.
| 10         |  | 20         |  | 30         |  | 40         |  | 50         |
| ---------- |  | ---------- |  | ---------- |  | ---------- |  | ---------- |
| MEQGSGRLED |  | FPVNVFSVTP |  | YTPSTADIQV |  | SDDDKAGATL |  | LFSGIFLGLV |
| GITFTVMGWI |  | KYQGVSHFEW |  | TQLLGPVLLS |  | VGVTFILIAV |  | CKFKMLSCQL |
| CKESEERVPD |  | SEQTPGGPSF |  | VFTGINQPIT |  | FHGATVVQYI |  | PPPYGSPEPM |
| GINTSYLQSV |  | VSPCGLITSG |  | GAAAAMSSPP |  | QYYTIYPQDN |  | SAFVVDEGCL |
| SFTDGGNHRP |  | NPDVDQLEET |  | QLEEEACACF |  | SPPPYEEIYS |  | LPR        |

A: Аланін

C: Цистеїн

D: Аспарагінова кислота

E: Глутамінова кислота

F: Фенілаланін

G: Гліцин

H: Гістидин

I: Ізолейцин

K: Лізин

L: Лейцин

M: Метіонін

N: Аспарагін

P: Пролін

Q: Глутамін

R: Аргінін

S: Серин

T: Треонін

V: Валін

W: Триптофан

Задіяний у такому біологічному процесі, як альтернативний сплайсинг. 
Локалізований у мембрані, ендоплазматичному ретикулумі.